# Jenny Holl
Jennifer « Jenny » Anne Holl née le 13 septembre 1999 à Stirling, est une coureuse cycliste britannique, d'origine écossaise. Elle court sur route et sur piste.

## Biographie
Lors des Jeux européens en 2019 à Minsk, Jennifer Holl remporte l'argent en poursuite par équipes avec le quatuor britannique.

## Palmarès sur piste

### Championnats d'Europe
| Édition / Épreuve     | Poursuite par équipes | Américaine | Scratch |
| Anadia 2017 (juniors) |                       | Bronze     | Bronze  |
| Aigle 2018 (espoirs)  | Argent                |            |         |

### Jeux européens
| Édition / Épreuve | Poursuite par équipes |
| Minsk 2019        | Argent                |

### Championnats nationaux
- 2018
  -  Championne de Grande-Bretagne de poursuite par équipes
- 2019
  -  Championne de Grande-Bretagne de poursuite par équipes
  -  Championne de Grande-Bretagne de course à l'américaine
- 2020
  -  Championne de Grande-Bretagne de poursuite par équipes
- 2024
  -  Championne de Grande-Bretagne de course aux points
  -  Championne de Grande-Bretagne du scratch